# Longtan
Longtan é um município localizado em Taoyuan (Taiwan), Taiwan.